# 美式手球

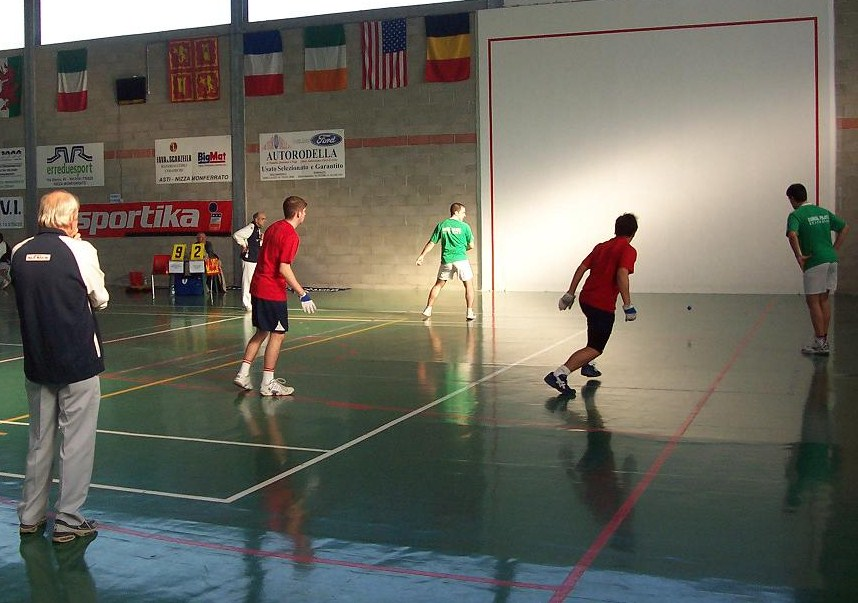
美式手球

美式手球（American handball）是一项球類运动，玩家要用手击打一个小型橡胶球使其反弹到墙上，目的是让对手无法成功回击。美式手球可以两人對打（單打）、三人混战或四人双打，但在正式比赛中，仅进行单打和双打比赛。